# Italie au Concours Eurovision de la chanson
L'Italie participe au Concours Eurovision de la chanson, depuis sa première édition, en 1956 et l'a remporté à trois reprises : en 1964, 1990 et 2021.
L'Italie fait partie des cinq plus importants contributeurs financiers de l'UER, avec l’Allemagne, l’Espagne, la France et le Royaume-Uni. Ensemble, ils constituent le groupe dit des « Big Five ». Depuis l'édition 1999 du concours, ceux-ci ont la garantie d’une place automatique en finale, indépendamment de leur résultat, l'année précédente.

## Participation
L'Italie est un des sept pays fondateurs du Concours Eurovision de la chanson, avec l’Allemagne, la Belgique, la France, le Luxembourg, les Pays-Bas et la Suisse.
Le pays participe donc depuis 1956, mais s'est retiré à de nombreuses reprises. Tout d'abord, en 1981, 1982 et 1986 ; puis entre 1994 et 1996 et finalement entre 1998 et 2010.

## Résultats
L'Italie a remporté le concours à trois reprises. 
La première fois, en 1964, avec la chanson Non ho l'età, interprétée par Gigliola Cinquetti. Ce fut la seule et unique fois de l'histoire du concours qu'un artiste fut autorisé à remonter sur scène pour saluer une seconde fois le public. Après sa prestation, le public applaudit Gigliola Cinquetti de façon si marquée et si prolongée, qu'elle revint pour s'incliner à nouveau devant lui. Sa victoire demeure la plus écrasante de toutes celles du concours, puisqu'elle remporta 2,88 fois plus de votes que le deuxième, une proportion inégalée depuis. Non ho l'età rencontra un immense succès partout en Europe, une première dans l’histoire du concours. Cinquetti, alors âgée de 16 ans, demeura la plus jeune gagnante de l'histoire du concours, jusqu'en 1986 et la victoire de Sandra Kim, alors âgée de 13 ans.
La deuxième fois, en 1990, avec la chanson Insieme: 1992, interprétée par Toto Cutugno. Un an avant sa victoire, ce dernier s'était promis de remporter le concours et avait composé Insieme: 1992, avec cet objectif en tête.
La troisième fois, en  2021, l'Italie remporte la victoire grâce aux votes des téléspectateurs avec Zitti e buoni chanté par le groupe Måneskin.
Le pays a terminé à la deuxième place, à trois reprises (en 1974, 2011 et 2019 ) et à la troisième place, à cinq reprises (en 1958, 1963, 1975, 1987 et 2015).
De 2017 à 2023, l'Italie n'a pas eu de classement sous la sixième place durant six éditions consécutives, ce qui en fait la première nation à atteindre une aussi longue chaîne de hauts classements année après année.
À contrario, l'Italie a terminé à la dernière place, à une reprise, avec de surcroît un nul point : en 1966 .

## Pays hôte

La Sala di Concerto de la RAI de Naples reçoit l'évènement en 1965.

L'Italie organise le concours à trois reprises : en 1965, 1991 et 2022. 

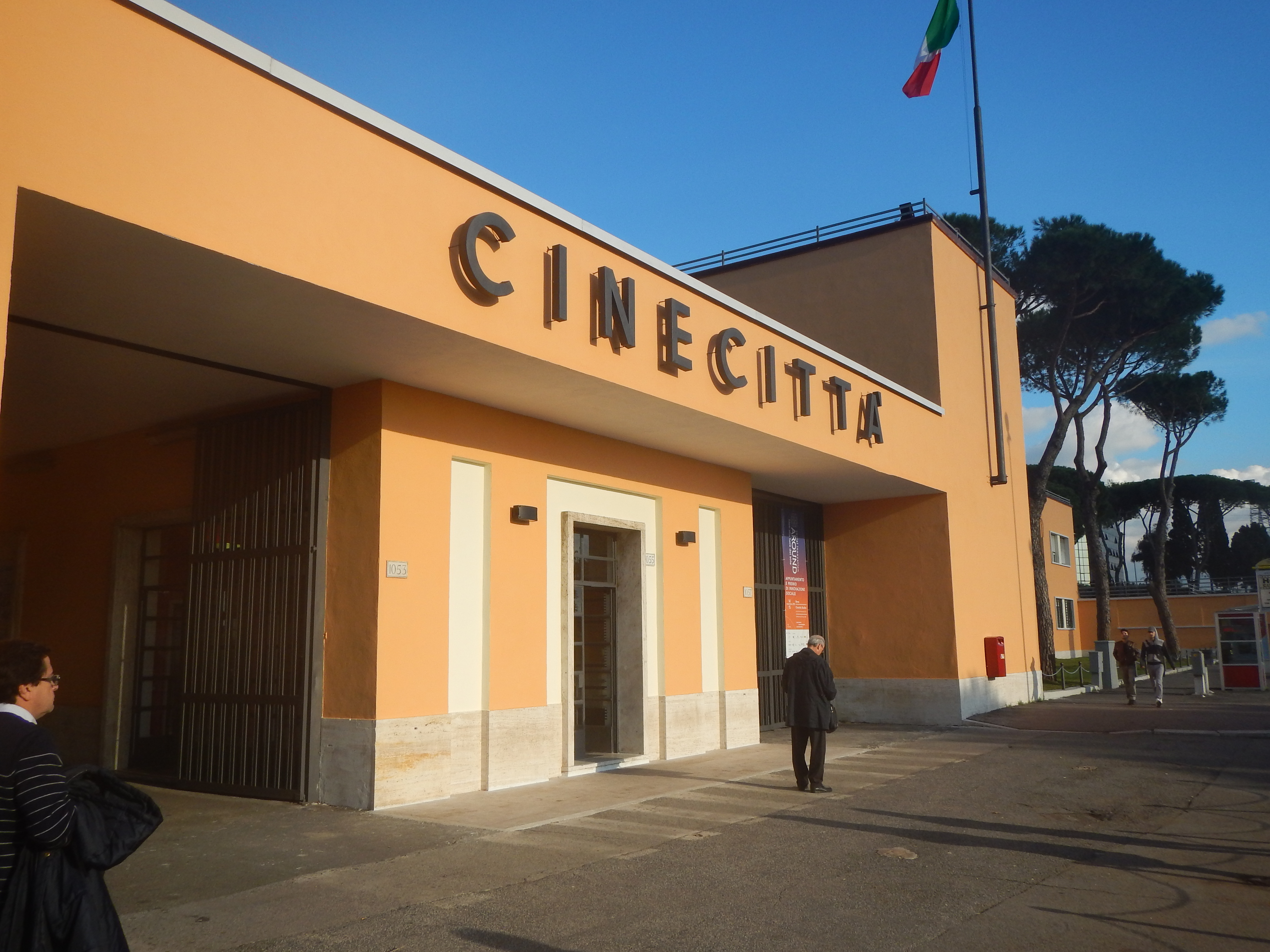
En 1991, Rome est la ville hôte de l'Eurovision, avec le Studio 15 de Cinecittà.

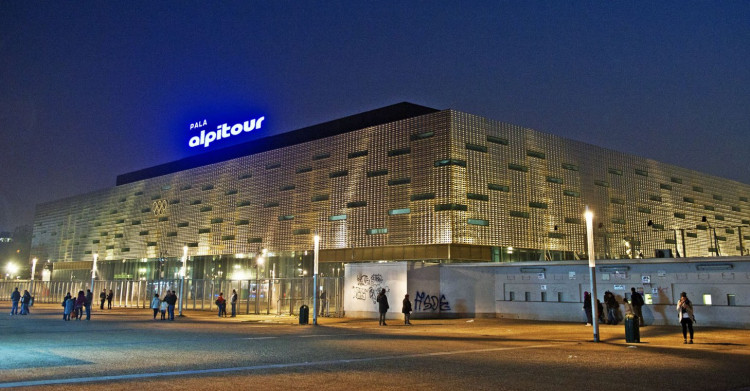
Le Pala Olimpico de Turin reçoit l'évènement en 2022.

En 1965, l'évènement se déroula le samedi 20 mars 1965, dans la Sala di Concerto de la RAI, à Naples. La présentatrice de la soirée fut l'actrice italienne Renata Mauro et le directeur musical, Gianni Ferrio. Pour la toute première fois de l'histoire du concours, les répétitions furent interrompues par un incident, qui se produisit entre l'orchestre italien et la délégation luxembourgeoise. Les musiciens n'apprécièrent guère l'attitude à leur égard de l'auteur-compositeur de la chanson luxembourgeoise, Serge Gainsbourg. Certains comparèrent alors sa partition au bruit du galop d'un cheval et d'autres le huèrent. Gainsbourg, furieux, claqua la porte des répétitions et menaça de retirer sa chanson du concours. Un compromis finit par être trouvé mais une certaine tension persista, qui se refléta dans l'attitude et la prestation de France Gall, déstabilisée par l'incident.
En 1991, l'évènement se déroula le samedi 4 mai 1991, dans le Studio 15 de Cinecittà de Rome. Les présentateurs de la soirée furent Gigliola Cinquetti et Toto Cutugno et le directeur musical, Bruno Canfora. Ce fut la première fois qu'une finale fut présentée par deux anciens gagnants. À l'origine, le concours devait se tenir au Théâtre Ariston de Sanremo, là où a lieu chaque année, le fameux Festival de Sanremo. Il s'agissait pour les organisateurs de rendre hommage au festival ayant inspiré l'Eurovision. Mais à la suite de l'invasion du Koweït par l'Irak et du déclenchement de la Guerre du Golfe, la production décida en janvier 1991, pour mieux assurer la sécurité des délégations étrangères, de rapatrier le concours à Rome. Cela causa de sérieux problèmes d'organisation et de graves retards. Ainsi, la salle et les décors ne furent achevés que le jour même de la finale, quelques heures à peine avant le début de la retransmission. En outre, les délais causés laissèrent trop peu de temps aux artistes pour répéter autant qu'ils le souhaitaient, ce qui suscita de vives tensions entre la production italienne et les délégations étrangères. D'autre part, l'orchestre s'attira les critiques de ces dernières. Tout d'abord, lors des répétitions. Les musiciens arrivèrent très fréquemment en retard, prétextant une désorganisation des transports en commun, causée par les pluies diluviennes qui s'abattaient alors sur Rome. Ensuite, lors de la retransmission. Les musiciens commirent de nombreuses fausses notes. L'exemple le plus remarqué fut le solo manqué d'un des saxophonistes, pendant la chanson grecque.
En 2022, l'évènement se déroula le samedi 14 mai 2022, avec les deux demi-finales précédentes le mardi 10 mai et le jeudi 12 mai, au Pala Olimpico de Turin. Les présentateurs des trois soirées étaient Alessandro Cattelan, Laura Pausini et Mika. Bien que l'organisation de cette année ait évité bon nombre des écueils de l'édition 1991, l'événement a néanmoins été perturbé par un certain nombre de problèmes techniques lors de la production des émissions, ainsi que par l'invasion de l'Ukraine par la Russie, qui a entraîné l'exclusion de la Russie et la victoire subséquente de l'Ukraine au concours.

## Faits notables
En 1958, à la suite d'un problème technique, la chanson italienne, Nel blu dipinto di blu, ne fut pas diffusée convenablement dans tous les pays. Son interprète, Domenico Modugno, dut remonter sur scène pour la rechanter, après que tous les autres concurrents soient passés. Sa chanson, plus connue sous le nom de Nel blu dipinto di blu, rencontra par la suite un très grand succès commercial. Elle atteignit la première place du Billboard américain (qu'elle occupa cinq semaines), décrocha deux Grammy Awards (chanson et enregistrement de l'année) et fut reprise par d'innombrables artistes de par le monde (dont Dean Martin et David Bowie). Lors de l'émission spéciale Congratulations, elle fut votée deuxième meilleure chanson jamais présentée au concours, derrière Waterloo d'ABBA.
En 1966, les répétitions furent interrompues par un incident entre l'orchestre et la délégation italienne. Insatisfait de l'orchestration et excédé de ne pouvoir obtenir gain de cause, le représentant italien, Domenico Modugno, claqua la porte des répétitions. Il ne reparut plus ensuite, au point de mettre en question la participation de l'Italie. Le soir venu, Modugno revint pourtant et monta sur scène comme prévu pour interpréter sa chanson.
En 1974, la chanson italienne suscita la controverse dans son propre pays. L’Italie était alors en pleine campagne électorale, dans le cadre d’un référendum fixé au mois de mai 1974. Les Italiens devaient se prononcer pour ou contre l'abrogation de la loi permettant le divorce. Les censeurs de la télévision publique italienne estimèrent que Si (Oui) pourrait être accusée d’envoyer des messages subliminaux, voire d’être une propagande  pour influencer les électeurs. La chanson ne fut diffusée par la RAI qu’après le référendum. Celui-ci se conclut par la victoire du non et le maintien de la loi sur le divorce.

## Représentants
| Édition                  | Année | Artiste(s)                 | Chanson                                               | Langue(s)        | Traduction française                   | Finale                                                 | Finale                                                 |
| Édition                  | Année | Artiste(s)                 | Chanson                                               | Langue(s)        | Traduction française                   | Place                                                  | Points                                                 |
| ------------------------ | ----- | -------------------------- | ----------------------------------------------------- | ---------------- | -------------------------------------- | ------------------------------------------------------ | ------------------------------------------------------ |
| 1re                      | 1956  | Franca Raimondi            | Aprite le finestre                                    | Italien          | Ouvrez les fenêtres                    | -                                                      | -                                                      |
| 1re                      | 1956  | Tonina Torrielli           | Amami se vuoi                                         | Italien          | Aime-moi si tu le veux                 | -                                                      | -                                                      |
| 2e                       | 1957  | Nunzio Gallo               | Corde della mia chitarra                              | Italien          | Corde de ma guitare                    | 06                                                     | 07                                                     |
| 3e                       | 1958  | Domenico Modugno           | Nel blu dipinto di blu                                | Italien          | Dans le bleu peint en bleu (Voler)     | 03                                                     | 13                                                     |
| 4e                       | 1959  | Domenico Modugno           | Piove (Ciao, ciao bambina)                            | Italien          | Il pleut (Adieu, adieu, fillette)      | 06                                                     | 09                                                     |
| 5e                       | 1960  | Renato Rascel              | Romantica                                             | Italien          | Romantique                             | 08                                                     | 05                                                     |
| 6e                       | 1961  | Betty Curtis               | Al di là                                              | Italien          | Au-delà                                | 05                                                     | 12                                                     |
| 7e                       | 1962  | Claudio Villa              | Addio, addio                                          | Italien          | Adieu, adieu                           | 09                                                     | 03                                                     |
| 8e                       | 1963  | Emilio Pericoli            | Uno per tutte                                         | Italien          | Un pour toutes                         | 03                                                     | 37                                                     |
| 9e                       | 1964  | Gigliola Cinquetti         | Non ho l'età                                          | Italien          | Je n'ai pas encore l'âge               | 01                                                     | 49                                                     |
| 10e                      | 1965  | Bobby Solo                 | Se piangi, se ridi                                    | Italien          | Si tu pleures, si tu ris               | 05                                                     | 15                                                     |
| 11e                      | 1966  | Domenico Modugno           | Dio, come ti amo                                      | Italien          | Dieu, que je t'aime                    | 17                                                     | 00                                                     |
| 12e                      | 1967  | Claudio Villa              | Non andare più lontano                                | Italien          | Ne t'éloigne plus jamais               | 11                                                     | 04                                                     |
| 13e                      | 1968  | Sergio Endrigo             | Marianne                                              | Italien          | -                                      | 10                                                     | 07                                                     |
| 14e                      | 1969  | Iva Zanicchi               | Due grosse lacrime bianche                            | Italien          | Deux grosses larmes blanches           | 13                                                     | 05                                                     |
| 15e                      | 1970  | Gianni Morandi             | Occhi di ragazza                                      | Italien          | Les yeux d'une fille                   | 08                                                     | 05                                                     |
| 16e                      | 1971  | Massimo Ranieri            | L'amore è un attimo                                   | Italien          | L'amour est un instant                 | 05                                                     | 91                                                     |
| 17e                      | 1972  | Nicola Di Bari             | I giorni dell'arcobaleno                              | Italien          | Les jours d'arc-en-ciel                | 06                                                     | 92                                                     |
| 18e                      | 1973  | Massimo Ranieri            | Chi sarà con te                                       | Italien          | Qui sera avec toi ?                    | 13                                                     | 74                                                     |
| 19e                      | 1974  | Gigliola Cinquetti         | Sì                                                    | Italien          | Oui                                    | 02                                                     | 18                                                     |
| 20e                      | 1975  | Wess et Dori Ghezzi        | Era                                                   | Italien          | C'était                                | 03                                                     | 115                                                    |
| 21e                      | 1976  | Al Bano & Romina Power     | We'll Live It All Again (Noi lo rivivremo di nuovo)   | Italien, anglais | Nous le revivrons à nouveau            | 07                                                     | 69                                                     |
| 22e                      | 1977  | Mia Martini                | Libera                                                | Italien          | Libre                                  | 13                                                     | 33                                                     |
| 23e                      | 1978  | Ricchi e Poveri            | Questo amore                                          | Italien          | Cet amour                              | 12                                                     | 53                                                     |
| 24e                      | 1979  | Matia Bazar                | Raggio di luna                                        | Italien          | Rayon de lune                          | 15                                                     | 27                                                     |
| 25e                      | 1980  | Alan Sorrenti              | Non so che darei                                      | Italien          | Je ne sais pas ce que je donnerais     | 06                                                     | 87                                                     |
| Retrait en 1981 et 1982. |       |                            |                                                       |                  |                                        |                                                        |                                                        |
| 28e                      | 1983  | Riccardo Fogli             | Per Lucia                                             | Italien          | Pour Lucia                             | 11                                                     | 41                                                     |
| 29e                      | 1984  | Alice & Franco Battiato    | I treni di Tozeur                                     | Italien          | Les trains de Tozeur                   | 05                                                     | 70                                                     |
| 30e                      | 1985  | Al Bano & Romina Power     | Magic, Oh Magic                                       | Italien, anglais | Magique, oh, magique                   | 07                                                     | 78                                                     |
| 31e                      | 1986  | Retrait en 1986.           | Retrait en 1986.                                      | Retrait en 1986. | Retrait en 1986.                       | Retrait en 1986.                                       | Retrait en 1986.                                       |
| 32e                      | 1987  | Umberto Tozzi & Raf        | Gente di mare                                         | Italien          | Les gens de la mer                     | 03                                                     | 103                                                    |
| 33e                      | 1988  | Luca Barbarossa            | Vivo (Ti scrivo)                                      | Italien          | Vivre (Je t'écris)                     | 12                                                     | 52                                                     |
| 34e                      | 1989  | Anna Oxa & Fausto Leali    | Avrei voluto                                          | Italien          | J'aurais bien voulu                    | 09                                                     | 56                                                     |
| 35e                      | 1990  | Toto Cutugno               | Insieme: 1992                                         | Italien          | Ensemble: 1992                         | 01                                                     | 149                                                    |
| 36e                      | 1991  | Peppino di Capri           | Comme è ddoce 'o mare                                 | Napolitain       | Comme la mer est douce                 | 07                                                     | 89                                                     |
| 37e                      | 1992  | Mia Martini                | Rapsodia                                              | Italien          | Rhapsodie                              | 04                                                     | 111                                                    |
| 38e                      | 1993  | Enrico Ruggeri             | Sole d'Europa                                         | Italien          | Soleil d'Europe                        | 12                                                     | 45                                                     |
| Retrait de 1994 à 1996.  |       |                            |                                                       |                  |                                        |                                                        |                                                        |
| 42e                      | 1997  | Jalisse                    | Fiumi di parole                                       | Italien          | Rivières de paroles                    | 04                                                     | 114                                                    |
| Retrait de 1998 à 2010.  |       |                            |                                                       |                  |                                        |                                                        |                                                        |
| 56e                      | 2011  | Raphael Gualazzi           | Madness of Love (Follia d'amore)                      | Italien, anglais | Folie de l'amour                       | 02                                                     | 189                                                    |
| 57e                      | 2012  | Nina Zilli                 | L'amore è femmina                                     | Anglais, italien | L'amour est féminin                    | 09                                                     | 101                                                    |
| 58e                      | 2013  | Marco Mengoni              | L'essenziale                                          | Italien          | L'essentiel                            | 07                                                     | 126                                                    |
| 59e                      | 2014  | Emma Marrone               | La mia città                                          | Italien          | Ma ville                               | 21                                                     | 33                                                     |
| 60e                      | 2015  | Il Volo                    | Grande amore                                          | Italien          | Grand amour                            | 03                                                     | 292                                                    |
| 61e                      | 2016  | Francesca Michielin        | No Degree of Separation (Nessun grado di separazione) | Italien, anglais | Aucun degré de séparation              | 16                                                     | 124                                                    |
| 62e                      | 2017  | Francesco Gabbani          | Occidentali's Karma                                   | Italien          | Karma des Occidentaux                  | 06                                                     | 334                                                    |
| 63e                      | 2018  | Ermal Meta & Fabrizio Moro | Non mi avete fatto niente                             | Italien          | Vous ne m'avez rien fait               | 05                                                     | 308                                                    |
| 64e                      | 2019  | Mahmood                    | Soldi                                                 | Italien          | Argent                                 | 02                                                     | 472                                                    |
| 65e                      | 2020  | Diodato                    | Fai rumore                                            | Italien          | Tu fais du bruit                       | Concours annulé à la suite de la pandémie de COVID-19. | Concours annulé à la suite de la pandémie de COVID-19. |
| 65e                      | 2021  | Måneskin                   | Zitti e buoni                                         | Italien          | Taisez-vous et tenez-vous correctement | 01                                                     | 524                                                    |
| 66e                      | 2022  | Mahmood & Blanco           | Brividi                                               | Italien          | Frissons                               | 06                                                     | 268                                                    |
| 67e                      | 2023  | Marco Mengoni              | Due vite                                              | Italien          | Deux vies                              | 04                                                     | 350                                                    |
| 68e                      | 2024  | Angelina Mango             | La noia                                               | Italien          | L'ennui                                | 07                                                     | 268                                                    |
| 69e                      | 2025  | Lucio Corsi                | Volevo essere un duro                                 | Italien          | Je voulais être un dur                 | 05                                                     | 256                                                    |

- Première place
- Deuxième place
- Troisième place
- Dernière place
- Italie organisatrice

## Galerie

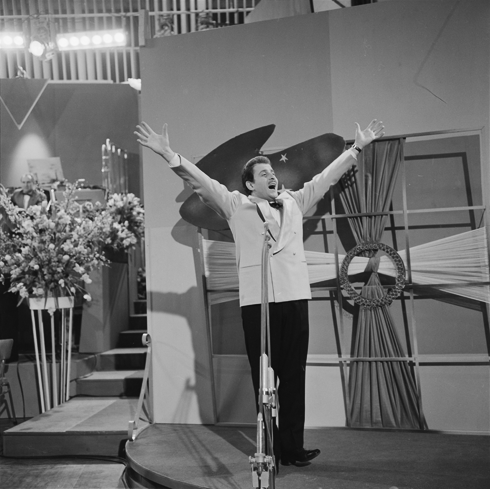
Domenico Modugno à Hilversum (1958)
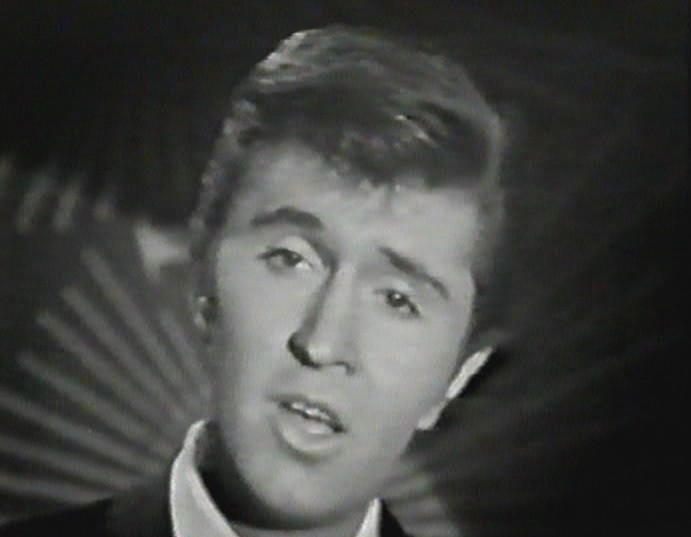
Bobby Solo à Naples (1965)
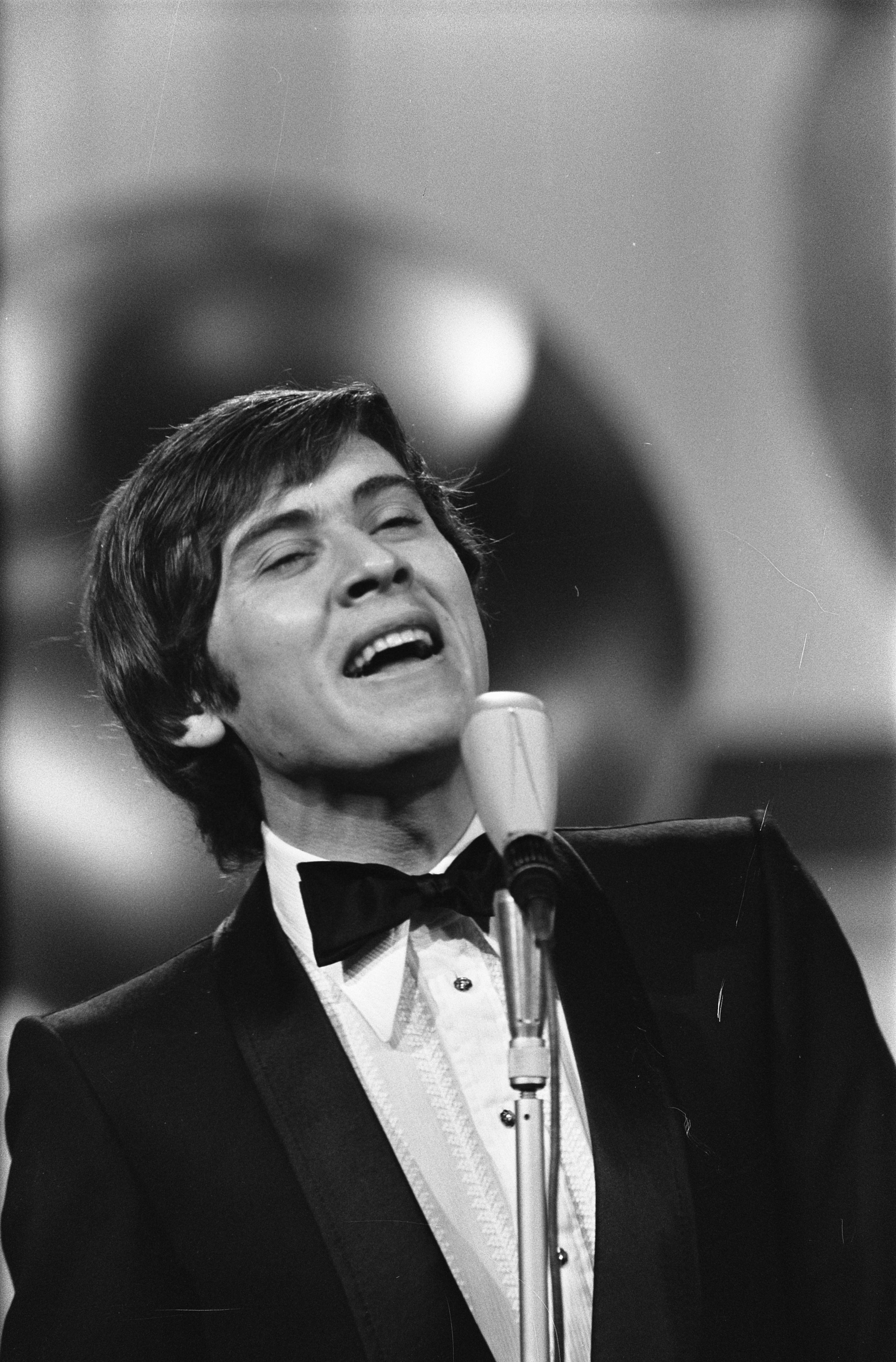
Gianni Morandi à Amsterdam (1970)
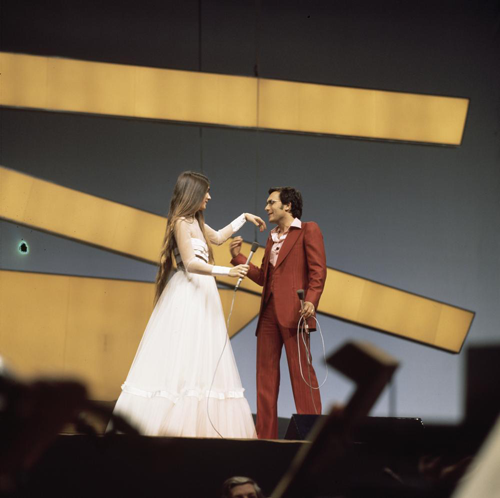
Al Bano & Romina Power à La Haye (1976)
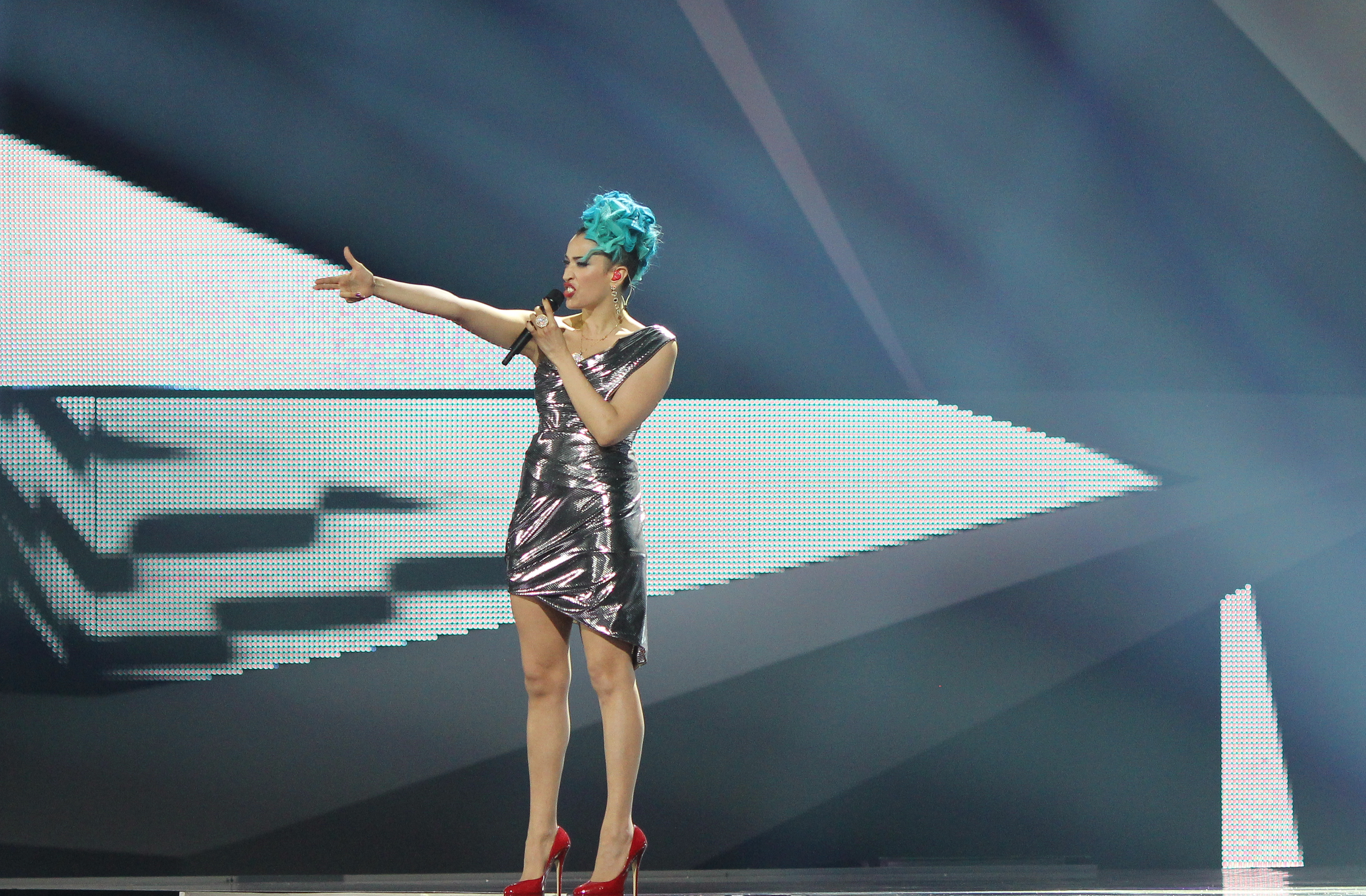
Nina Zilli à Bakou (2012)
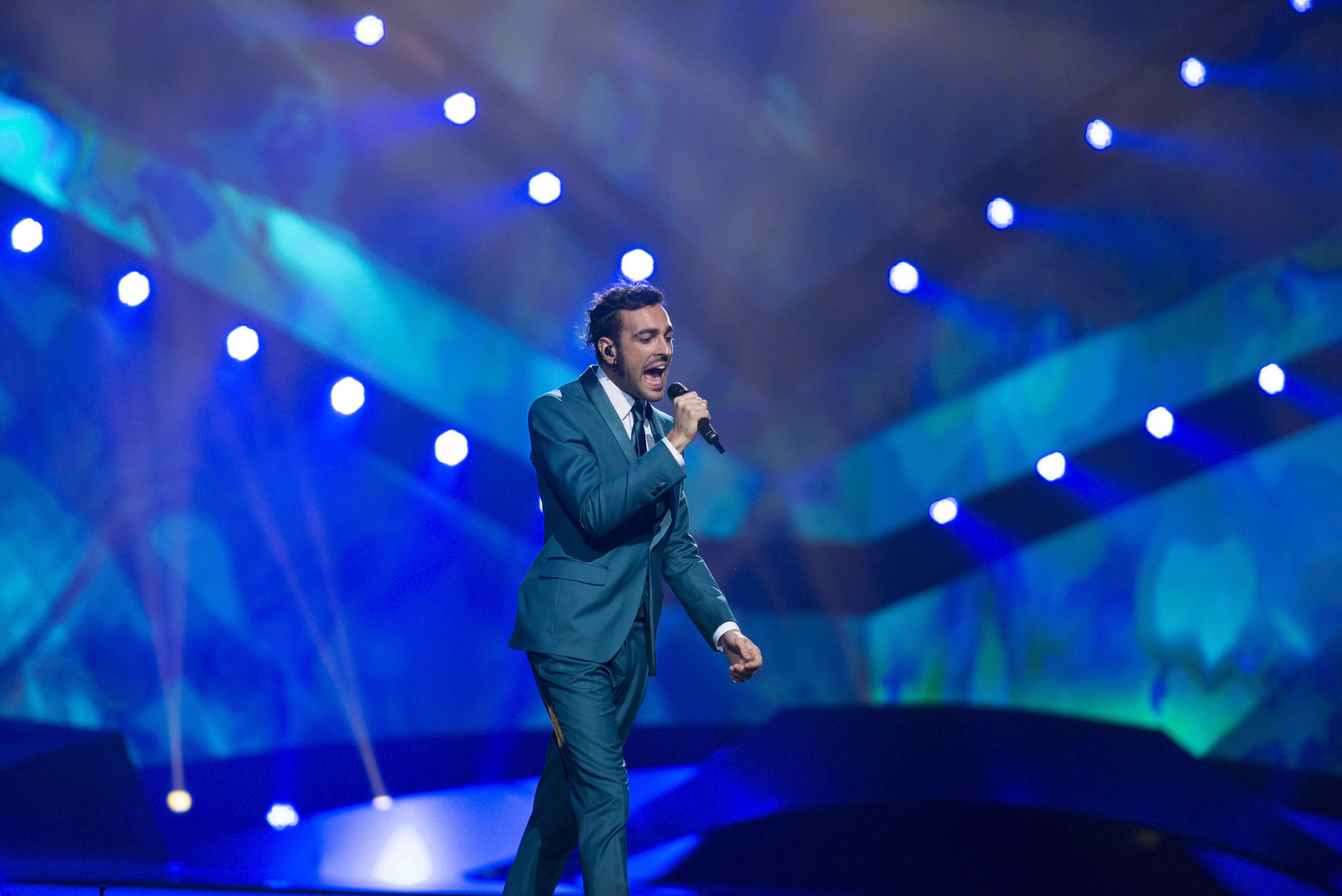
Marco Mengoni à Malmö (2013)
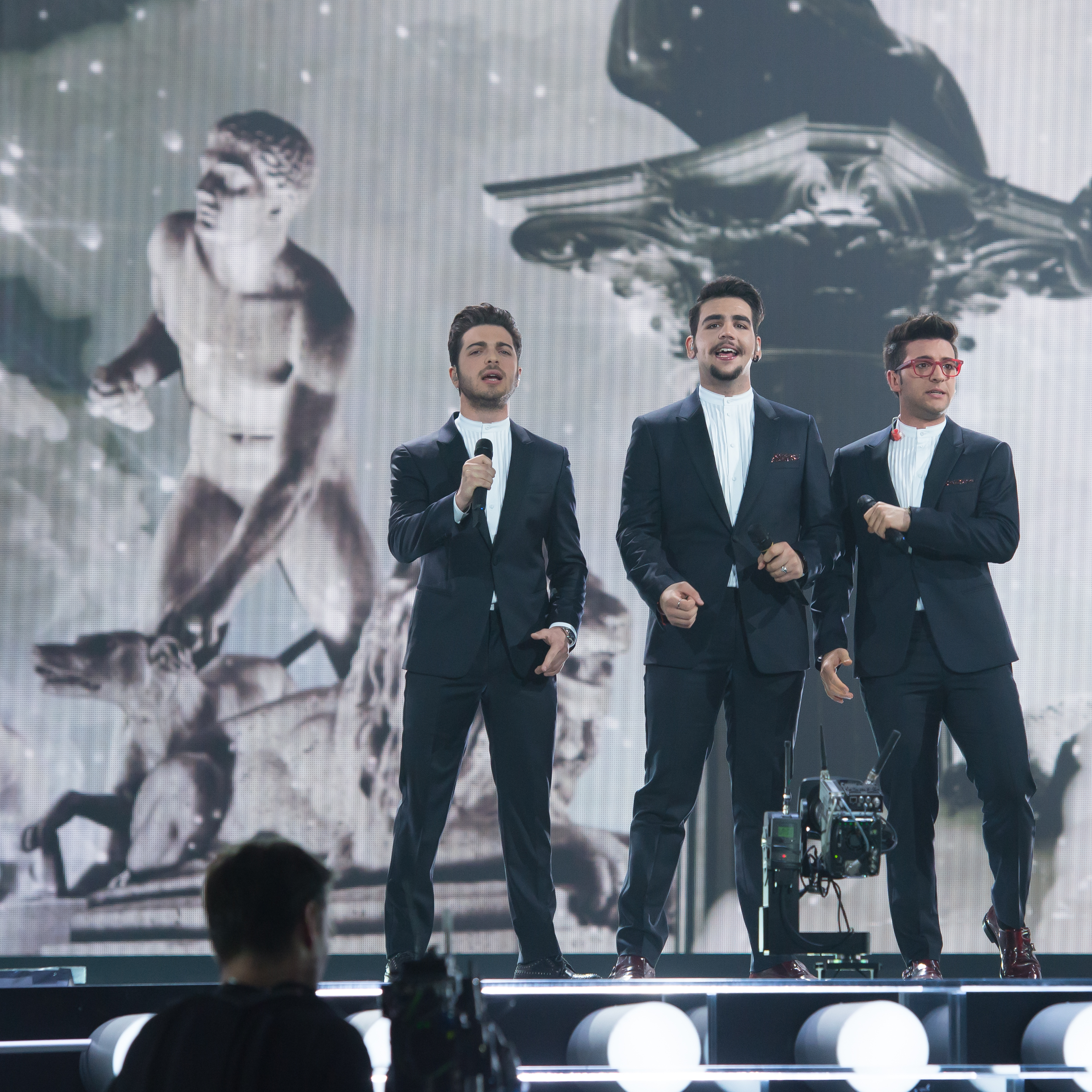
Il Volo à Vienne (2015)
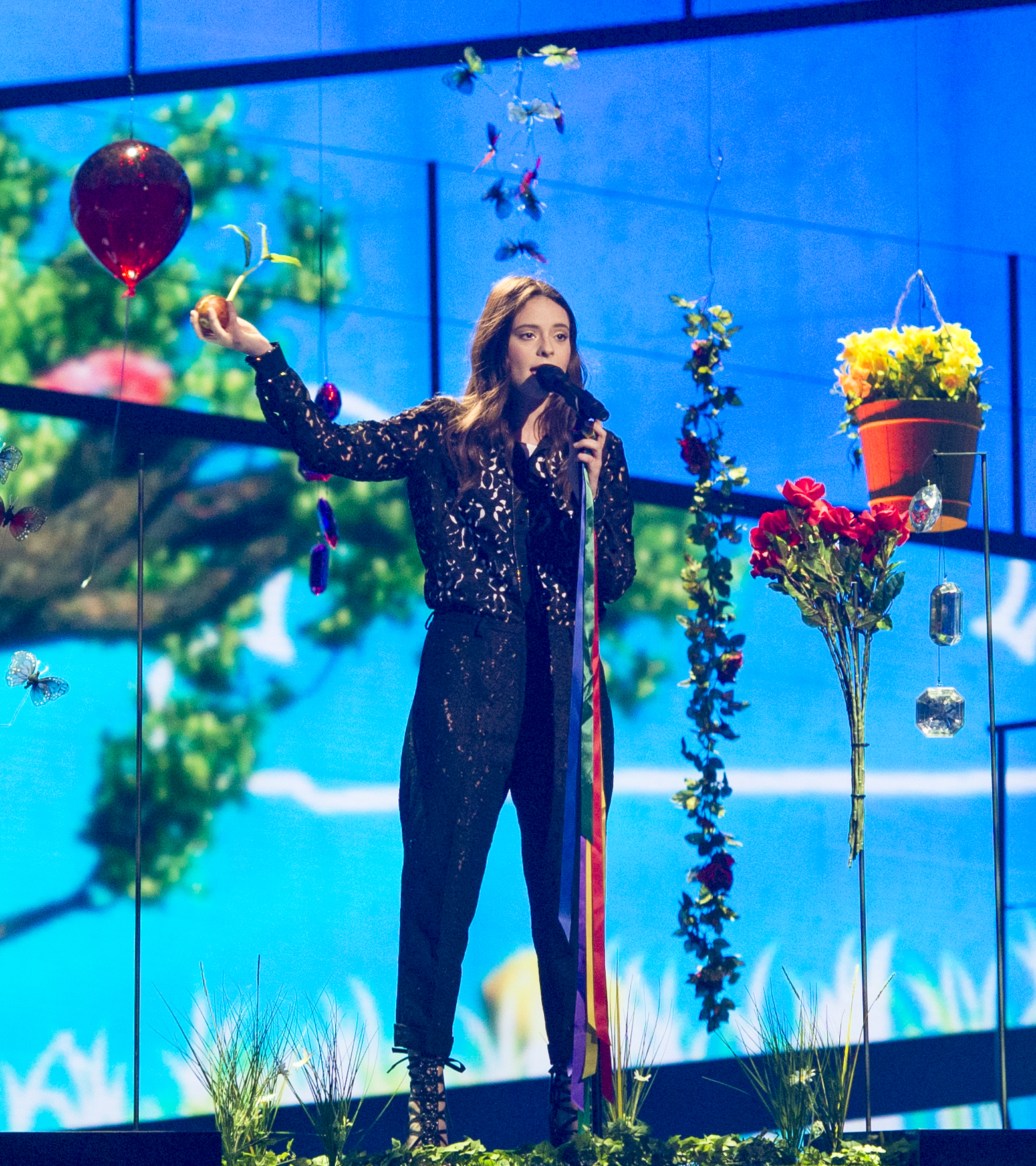
Francesca Michielin à Stockholm (2016)
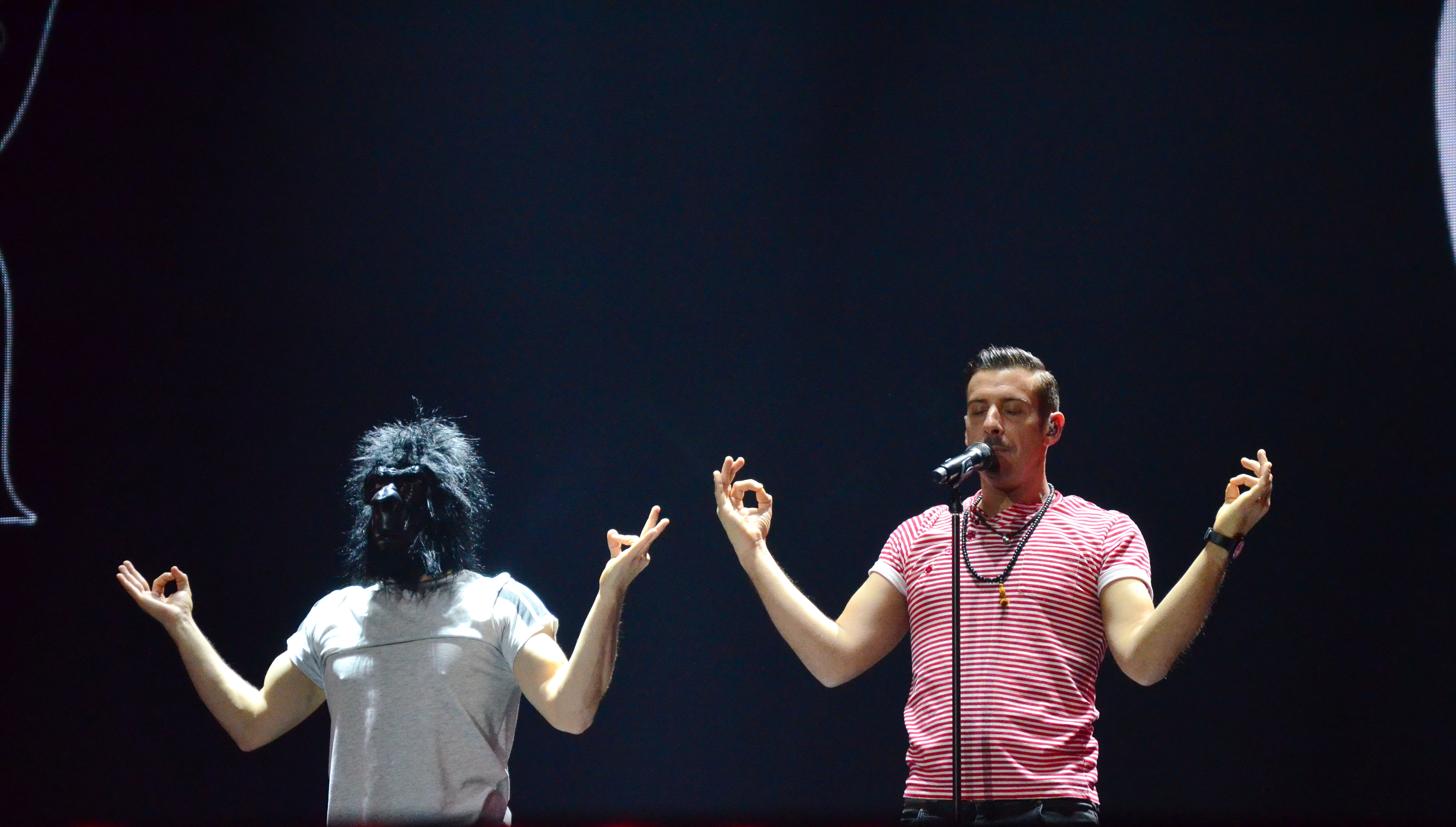
Francesco Gabbani à Kiev (2017)
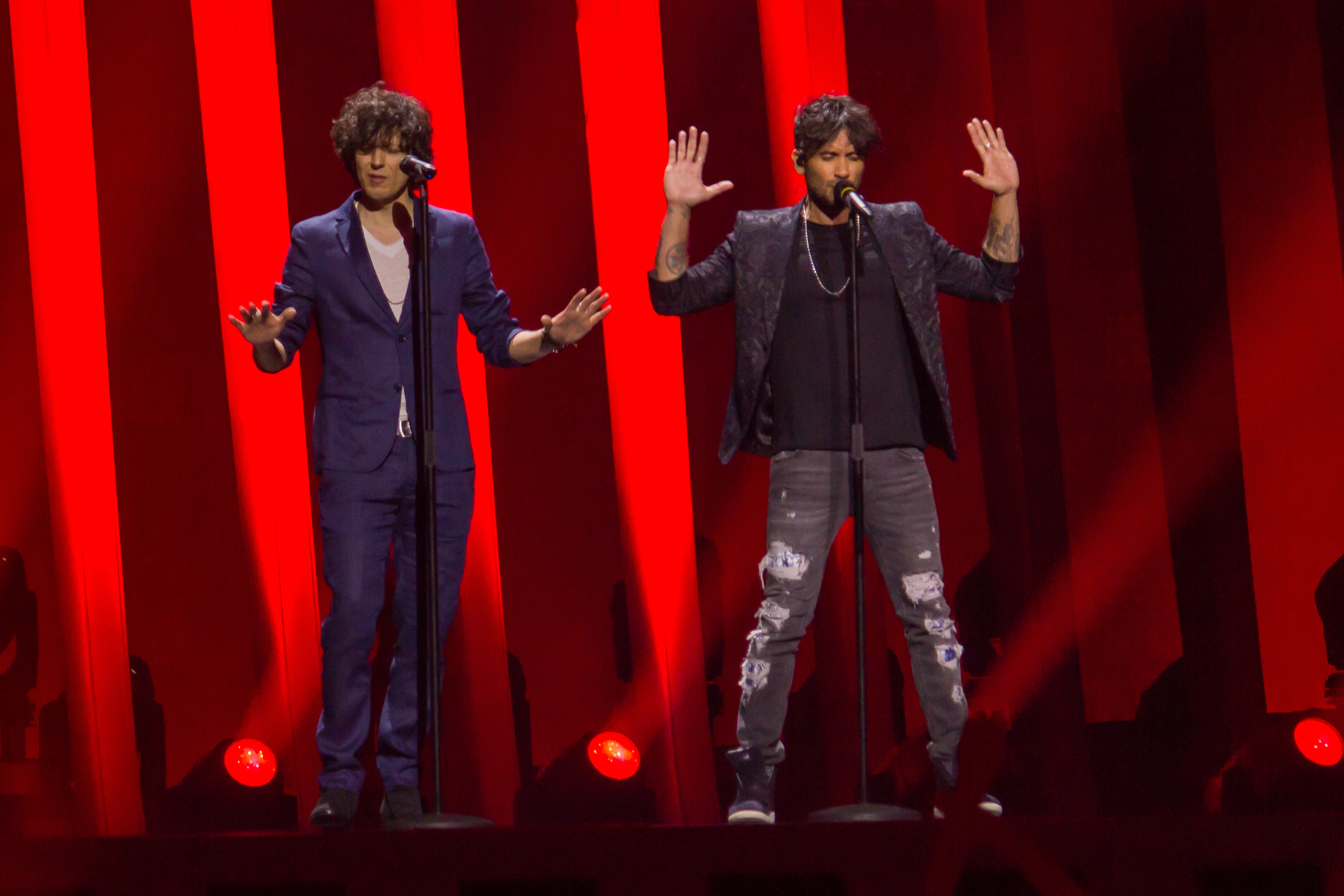
Ermal Meta & Fabrizio Moro à Lisbonne (2018)
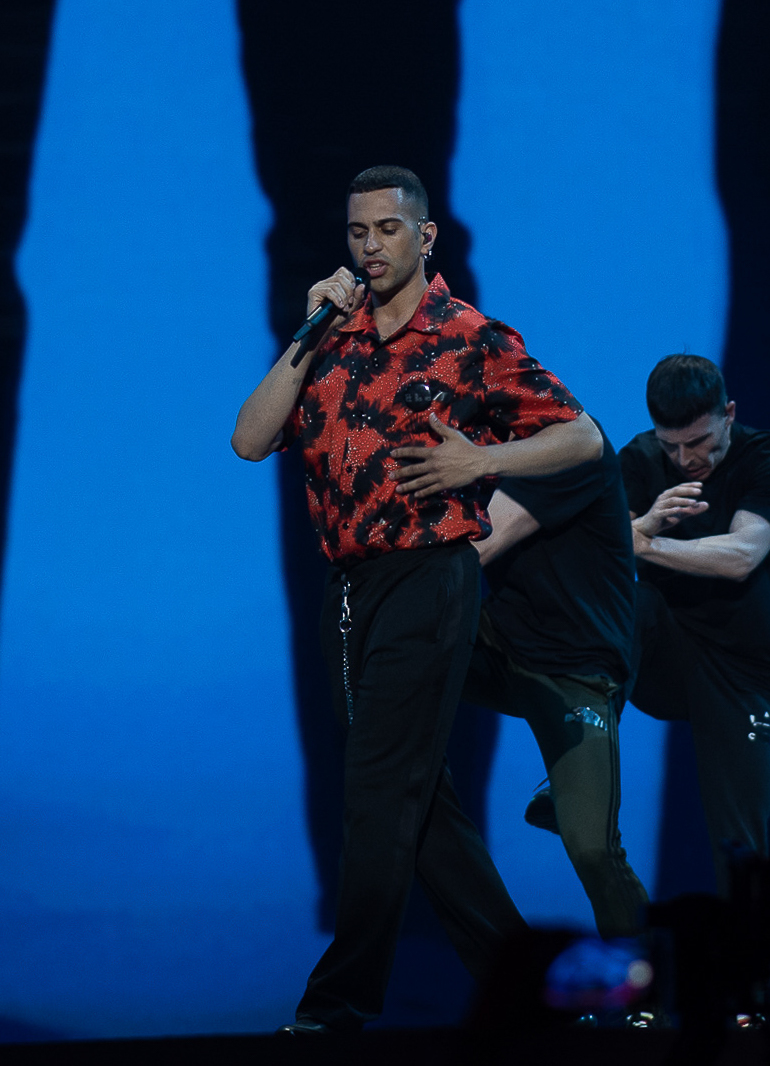
Mahmood à Tel-Aviv (2019)
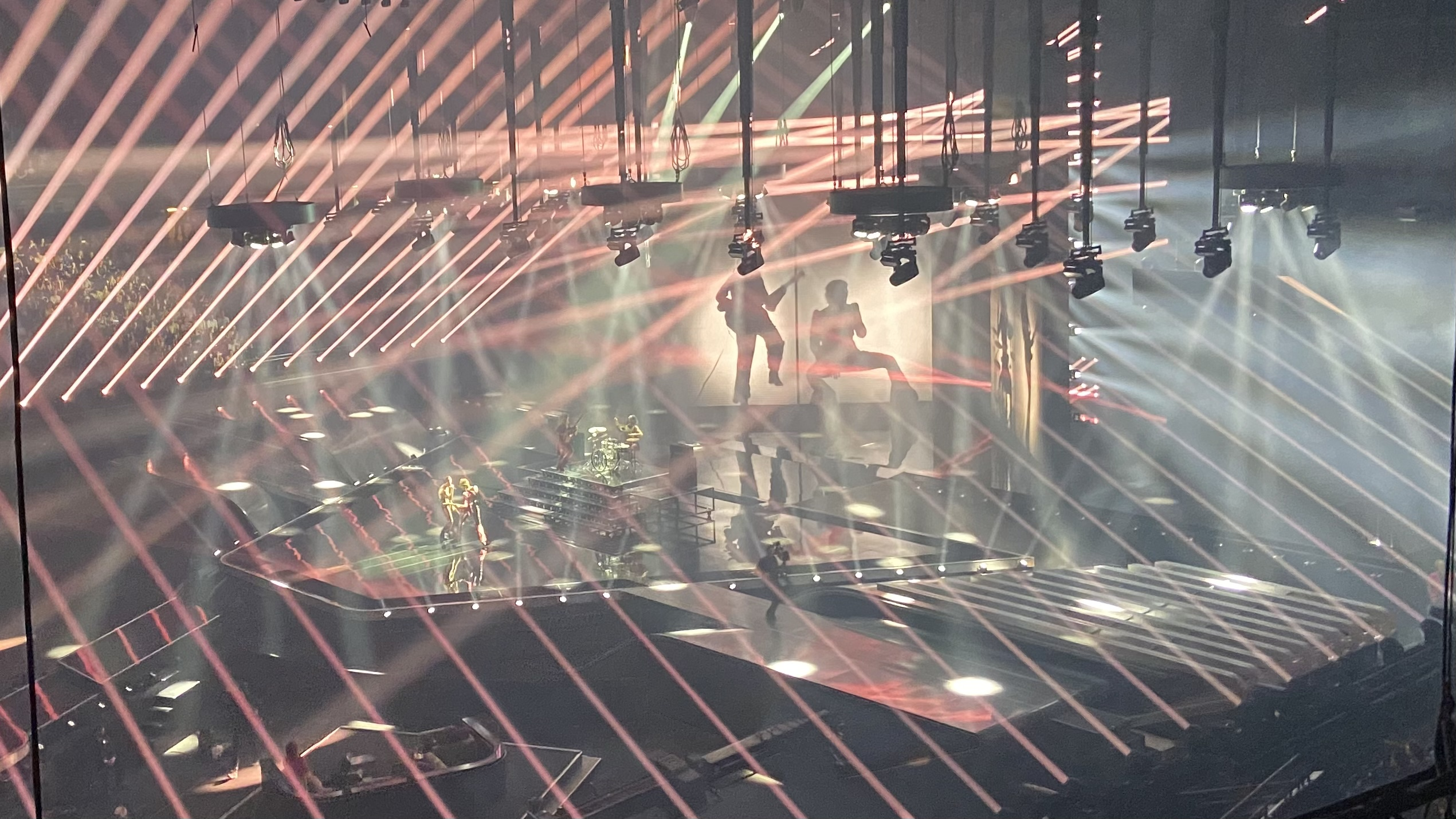
Måneskin à Rotterdam (2021)
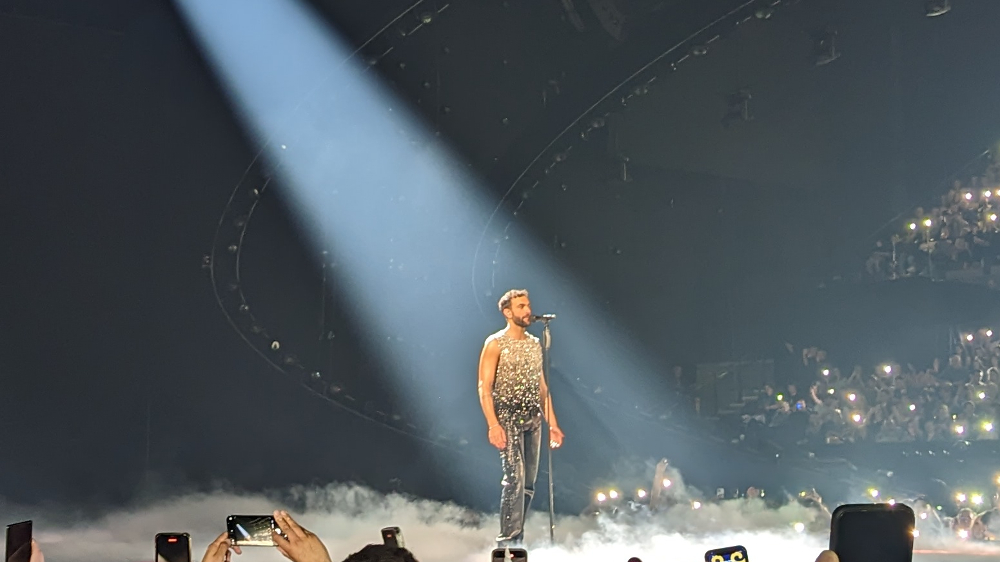
Marco Mengoni à Liverpool (2023)
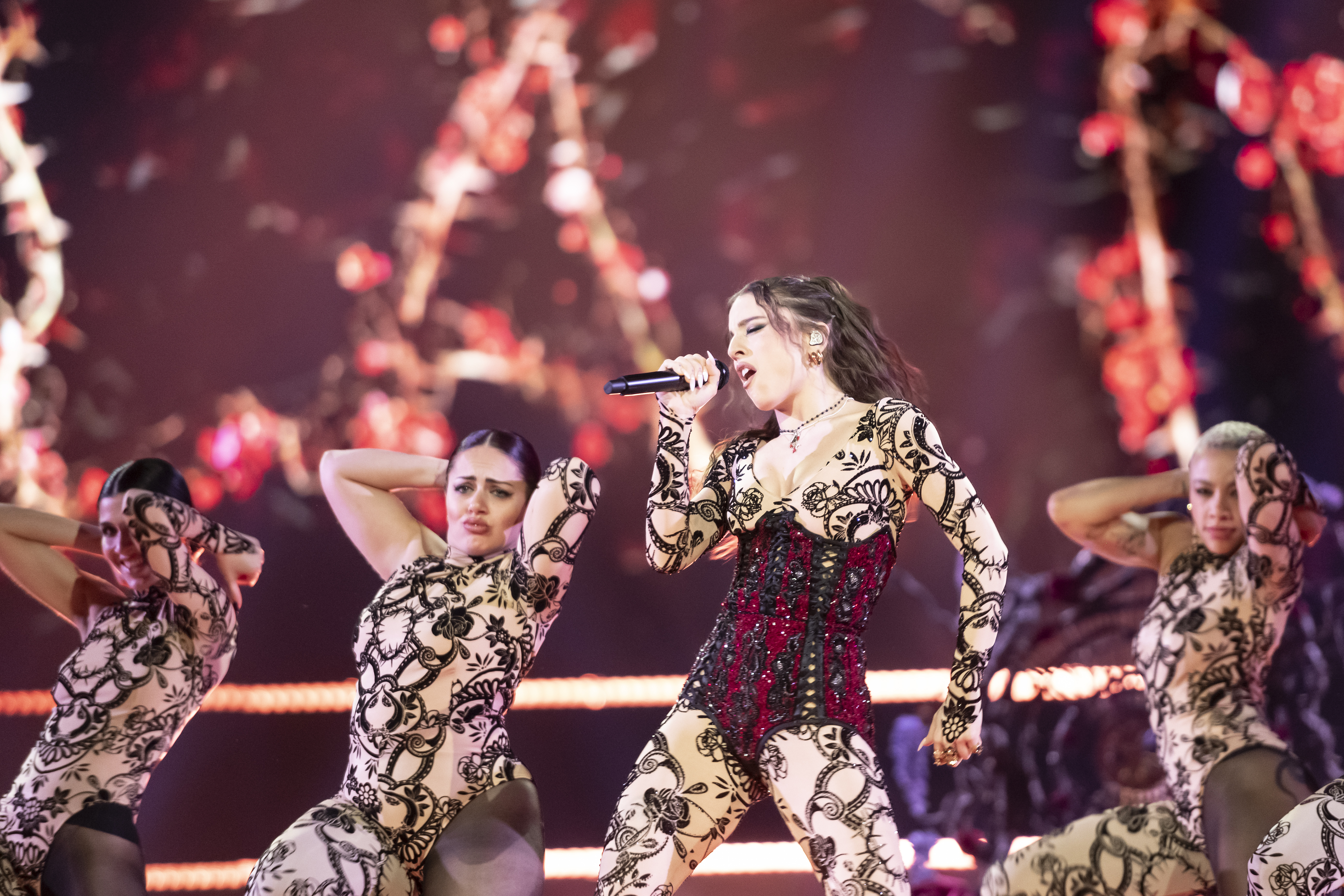
Angelina Mango à Malmö (2024)
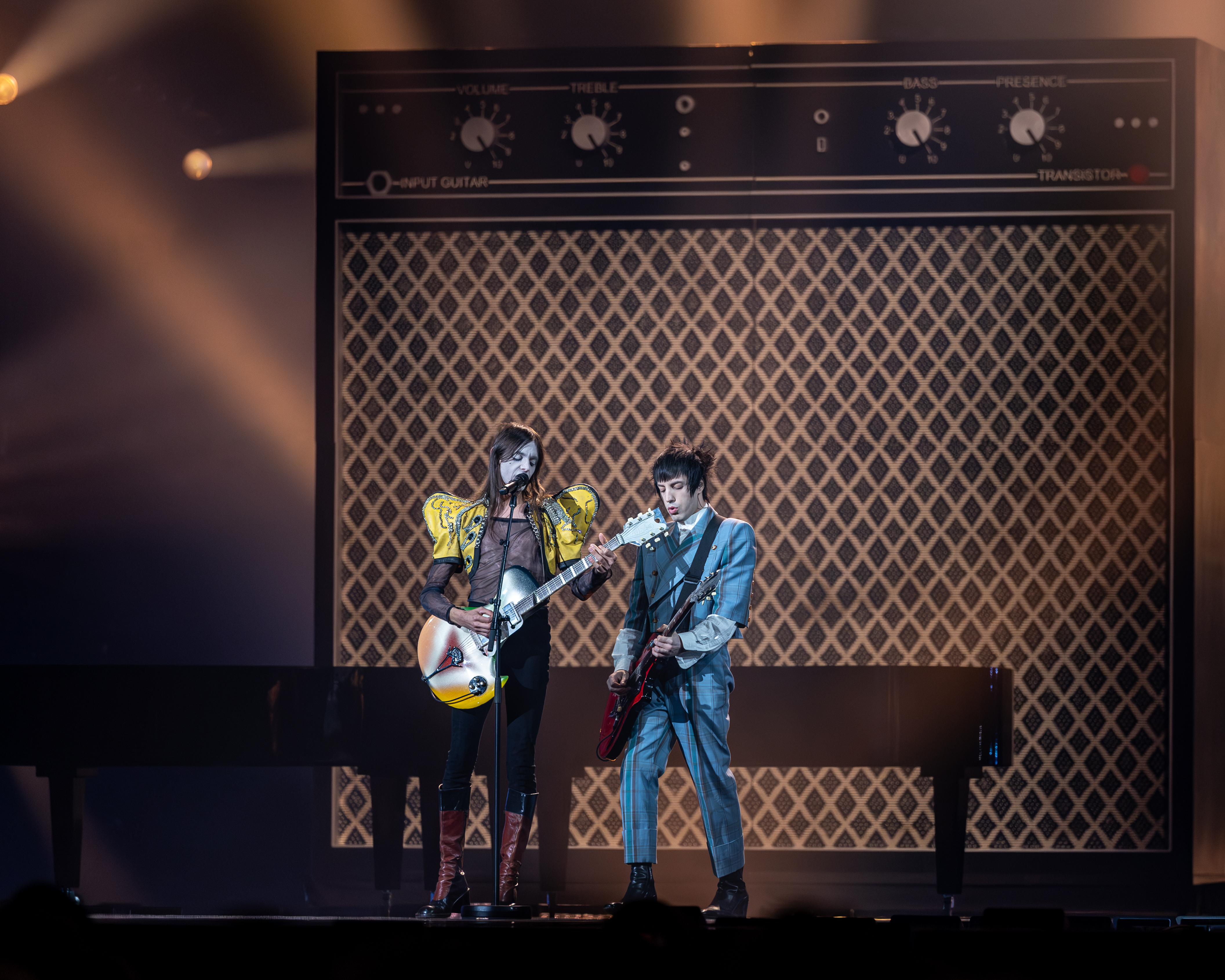
Lucio Corsi à Bâle (2025)

## Chefs d'orchestre, commentateurs et porte-paroles
| Année                                                                        | Chef d'orchestre      | Commentateur(s) (en finale)                           | Commentateur(s) (en demi-finale)        | Porte-parole         |         |
| ---------------------------------------------------------------------------- | --------------------- | ----------------------------------------------------- | --------------------------------------- | -------------------- | ------- |
| 1956                                                                         | Gian Stellari         | Bianca Maria Piccinino                                | -                                       | -                    |         |
| 1957                                                                         | Armando Trovajoli     | Bianca Maria Piccinino                                | -                                       | Nunzio Filogamo      |         |
| 1958                                                                         | Alberto Semprini      | Bianca Maria Piccinino                                | -                                       | Fulvia Colombo       |         |
| 1959                                                                         | William Galassini     | Bianca Maria Piccinino                                | -                                       | Enzo Tortora         |         |
| 1960                                                                         | Cinico Angelini       | Giorgio Porro                                         | -                                       | Enzo Tortora         |         |
| 1961                                                                         | Gianfranco Intra      | Corrado Mantoni                                       | -                                       | Enzo Tortora         |         |
| 1962                                                                         | Cinico Angelini       | Renato Tagliani                                       | -                                       | Enzo Tortora         |         |
| 1963                                                                         | Gigi Cichellero       | Renato Tagliani                                       | -                                       | Enzo Tortora         |         |
| 1964                                                                         | Gianfranco Monaldi    | Renato Tagliani                                       | -                                       | Rosanna Vaudetti     |         |
| 1965                                                                         | Gianni Ferrio         | Renato Tagliani                                       | -                                       | Renato Tagliani      |         |
| 1966                                                                         | Angelo Giacomazzi     | Renato Tagliani                                       | -                                       | Enzo Tortora         |         |
| 1967                                                                         | Giancarlo Chiaramello | Renato Tagliani                                       | -                                       | Mike Bongiorno       |         |
| 1968                                                                         | Giancarlo Chiaramello | Renato Tagliani                                       | -                                       | Mike Bongiorno       |         |
| 1969                                                                         | Ezio Leoni            | Renato Tagliani                                       | -                                       | Mike Bongiorno       |         |
| 1970                                                                         | Mario Capuano         | Renato Tagliani                                       | -                                       | Enzo Tortora         |         |
| 1971                                                                         | Enrico Polito         | Renato Tagliani                                       | -                                       | -                    |         |
| 1972                                                                         | Gianfranco Reverberi  | Renato Tagliani                                       | -                                       | -                    |         |
| 1973                                                                         | Enrico Polito         | Renato Tagliani                                       | -                                       | -                    |         |
| 1974                                                                         | Gianfranco Monaldi    | Rosanna Vaudetti                                      | -                                       | Anna Maria Gambineri |         |
| 1975                                                                         | Natale Massara        | Silvio Noto                                           | -                                       | Anna Maria Gambineri |         |
| 1976                                                                         | Maurizio Fabrizio     | Silvio Noto                                           | -                                       | Rosanna Vaudetti     |         |
| 1977                                                                         | Maurizio Fabrizio     | Silvio Noto                                           | -                                       | Mariolina Cannuli    |         |
| 1978                                                                         | Nicola Samale         | Rosanna Vaudetti                                      | -                                       | Mariolina Cannuli    |         |
| 1979                                                                         | -                     | Rosanna Vaudetti                                      | -                                       | Paola Perissi        |         |
| 1980                                                                         | Del Newman            | Michele Gammino                                       | -                                       | Mariolina Cannuli    |         |
| 1981, 1982                                                                   | retrait               | retrait                                               | retrait                                 | retrait              |         |
| 1983                                                                         | Maurizio Fabrizio     | Paolo Frajese                                         | -                                       | Paola Perissi        |         |
| 1984                                                                         | Giusto Pio            | Antonio De Robertis                                   | -                                       | Mariolina Cannuli    |         |
| 1985                                                                         | Fiorenzo Zanotti      | Rosanna Vaudetti                                      | -                                       | Beatrice Cori        |         |
| 1986                                                                         | retrait               | retrait                                               | retrait                                 | retrait              |         |
| 1987                                                                         | Gianfranco Lombardi   | Rosanna Vaudetti                                      | -                                       | Marilolina Cannuli   |         |
| 1988                                                                         | -                     | Daniele Piombi                                        | -                                       | Marilolina Cannuli   |         |
| 1989                                                                         | Mario Natale          | Gabriella Carlucci                                    | -                                       | Peppi Franzelin      |         |
| 1990                                                                         | Gianni Madonini       | Peppi Franzelin                                       | -                                       | Paolo Frajese        |         |
| 1991                                                                         | Bruno Canfora         | -                                                     | -                                       | Rosanna Vaudetti     |         |
| 1992                                                                         | Marco Falagiani       | Peppi Franzelin                                       | -                                       | Nicoletta Orsomando  |         |
| 1993                                                                         | Vittorio Cosma        | Ettore Andenna                                        | -                                       | Peppi Franzelin      |         |
| 1994, 1995, 1996                                                             | retrait               | retrait                                               | retrait                                 | retrait              |         |
| 1997                                                                         | Lucio Fabbri          | Ettore Andenna                                        | -                                       | Peppi Franzelin      |         |
| 1998, 1999, 2000, 2001, 2002, 2003, 2004, 2005, 2006, 2007, 2008, 2009, 2010 | retrait               | retrait                                               | retrait                                 | retrait              | retrait |
| 2011                                                                         | -                     | Raffaella Carrà & Bob Sinclar                         | Raffaella Carrà                         | Raffaella Carrà      |         |
| 2012                                                                         | -                     | Filippo Solibello & Marco Ardemagni                   | Federica Gentile                        | Ivan Bacchi          |         |
| 2013                                                                         | -                     | Filippo Solibello, Marco Ardemagni & Natascha Lusenti | Federica Gentile                        | Federica Gentile     |         |
| 2014                                                                         | -                     | Linus & Nicola Savino                                 | Filippo Solibello & Marco Ardemagni     | Linus                |         |
| 2015                                                                         | -                     | Federico Russo & Valentina Correani                   | Filippo Solibello & Marco Ardemagni     | Federico Russo       |         |
| 2016                                                                         | -                     | Federico Russo & Flavio Insinna                       | Filippo Solibello & Marco Ardemagni     | Claudia Andreatti    |         |
| 2017                                                                         | -                     | Federico Russo & Flavio Insinna                       | Andrea Delogu & Ema Stokholma           | Giulia Valentina     |         |
| 2018                                                                         | -                     | Federico Russo & Serena Rossi                         | Carolina Di Domenico & Saverio Raimondo | Giulia Valentina     |         |
| 2019                                                                         | -                     | Federico Russo & Flavio Insinna                       | Federico Russo & Ema Stokholma          | Ema Stokholma        |         |
| 2021                                                                         | -                     | Cristiano Malgioglio & Gabriele Corsi                 | Saverio Raimondo & Ema Stokholma        | Carolina Di Domenico |         |
| 2022                                                                         | -                     | Cristiano Malgioglio & Gabriele Corsi                 | Cristiano Malgioglio & Gabriele Corsi   |                      |         |

## Historique de vote
Depuis 1975, l'Italie a attribué le plus de points à :
| Rang | Pays        | Points |
| ---- | ----------- | ------ |
| 1    | France      | 133    |
| 2    | Royaume-Uni | 124    |
| 3    | Ukraine     | 123    |
| 4    | Irlande     | 111    |
| 5    | Suisse      | 104    |
| 6    | Espagne     | 103    |
| 7    | Allemagne   | 98     |
| 7    | Israël      | 98     |
| 9    | Suède       | 90     |
| 10   | Norvège     | 87     |

Depuis 1975, l'Italie a reçu le plus de points de la part de :
| Rang | Pays        | Points |
| ---- | ----------- | ------ |
| 1    | Espagne     | 261    |
| 2    | Portugal    | 245    |
| 3    | Malte       | 240    |
| 4    | Suisse      | 236    |
| 5    | Albanie     | 208    |
| 6    | France      | 192    |
| 7    | Finlande    | 177    |
| 8    | Autriche    | 167    |
| 9    | Saint-Marin | 165    |
| 10   | Slovénie    | 163    |
| 10   | Chypre      | 163    |

Depuis 2016 et le nouveau système de vote introduit, l'Italie a donné le plus de points en finale à :
| Rang | Pays     | Points |
| ---- | -------- | ------ |
| 1    | Ukraine  | 98     |
| 2    | Moldavie | 59     |
| 3    | Israël   | 58     |
| 4    | Albanie  | 55     |
| 5    | Norvège  | 42     |
| 5    | Suède    | 42     |
| 7    | Estonie  | 40     |
| 8    | France   | 35     |
| 8    | Danemark | 35     |
| 10   | Suisse   | 34     |

Depuis 2016 et le nouveau système de vote introduit, l'Italie a reçu le plus de points de la part de :
| Rang | Pays        | Points |
| ---- | ----------- | ------ |
| 1    | Malte       | 164    |
| 2    | Albanie     | 155    |
| 3    | Saint-Marin | 132    |
| 4    | Slovénie    | 129    |
| 5    | Croatie     | 127    |
| 6    | Suisse      | 126    |
| 7    | Espagne     | 102    |
| 8    | Autriche    | 100    |
| 9    | Chypre      | 96     |
| 10   | Belgique    | 93     |

### 12 Points
Légende
 Vainqueur - L'Italie a donné 12 points à la chanson victorieuse / L'Italie a reçu 12 points et a gagné le concours
 2e place - L'Italie a donné 12 points à la chanson arrivée à la seconde place / L'Italie a reçu 12 points et est arrivée deuxième
 3e place - L'Italie a donné 12 points à la chanson arrivée à la troisième place / L'Italie a reçu 12 points et est arrivée troisième
 Qualifiée - L'Italie a donné 12 points à une chanson parvenue à se qualifier pour la finale
 Non-qualifiée - L'Italie a donné 12 points à une chanson éliminée durant les demi-finales
| Année         | Attribués   | Attribués           | Reçus                                                              |
| Année         | Finale      | Demi-Finale         | Finale                                                             |
| 1975          | Suisse      | Pas de demi-finales | Finlande                                                           |
| 1976          | Irlande     | Pas de demi-finales | Irlande                                                            |
| 1977          | Monaco      | Pas de demi-finales | Aucun                                                              |
| 1978          | Luxembourg  | Pas de demi-finales | Aucun                                                              |
| 1979          | Espagne     | Pas de demi-finales | Aucun                                                              |
| 1980          | Allemagne   | Pas de demi-finales | Portugal                                                           |
| 1983          | Luxembourg  | Pas de demi-finales | Aucun                                                              |
| 1984          | Irlande     | Pas de demi-finales | Espagne Finlande                                                   |
| 1985          | Irlande     | Pas de demi-finales | Espagne Luxembourg Portugal                                        |
| 1987          | Irlande     | Pas de demi-finales | Allemagne Espagne Irlande Portugal Yougoslavie                     |
| 1988          | Royaume-Uni | Pas de demi-finales | Aucun                                                              |
| 1989          | Autriche    | Pas de demi-finales | Espagne                                                            |
| 1990          | Autriche    | Pas de demi-finales | Chypre Espagne Irlande                                             |
| 1991          | France      | Pas de demi-finales | Finlande Portugal                                                  |
| 1992          | Grèce       | Pas de demi-finales | Finlande France Norvège Pays-Bas                                   |
| 1993          | Irlande     | Pas de demi-finales | Aucun                                                              |
| 1997          | Estonie     | Pas de demi-finales | Portugal                                                           |
| 2011          | Roumanie    | Roumanie            | Albanie Espagne Lettonie Saint-Marin                               |
| 2012          | Albanie     | Albanie             | Aucun                                                              |
| 2013          | Danemark    | Ukraine             | Albanie Espagne Suisse                                             |
| 2014          | Autriche    | Autriche            | Malte                                                              |
| 2015          | Suède       | Israël              | Albanie Chypre Espagne Grèce Israël Malte Portugal Roumanie Russie |
| 2016 Jury     | Espagne     | Australie           | France Norvège                                                     |
| 2016 Télévote | Ukraine     | Ukraine             | Aucun                                                              |
| 2017 Jury     | Azerbaïdjan | Azerbaïdjan         | Albanie Malte                                                      |
| 2017 Télévote | Moldavie    | Moldavie            | Albanie Malte                                                      |
| 2018 Jury     | Norvège     | Norvège             | Albanie                                                            |
| 2018 Télévote | Albanie     | Roumanie            | Albanie Allemagne Malte                                            |
| 2019 Jury     | Danemark    | Danemark            | Allemagne Belgique Croatie Macédoine Malte Saint-Marin             |
| 2019 Télévote | Albanie     | Albanie             | Croatie Espagne Malte Suisse                                       |
| 2021 Jury     | Lituanie    | Israël              | Croatie Géorgie Slovénie Ukraine                                   |
| 2021 Télévote | Ukraine     | Ukraine             | Bulgarie Malte Saint-Marin Serbie Ukraine                          |
| 2022 Jury     | Pays-Bas    | Grèce               | Albanie Slovénie                                                   |
| 2022 Télévote | Ukraine     | Ukraine             | Aucun                                                              |
| 2023 Jury     | Israël      | Pas de jury         | Autriche Croatie Roumanie Saint-Marin Slovénie                     |
| 2023 Télévote | Moldavie    | Moldavie            | Albanie Malte                                                      |
| 2024 Jury     | Suisse      | Pas de jury         | Aucun                                                              |
| 2024 Télévote | Israël      | Israël              | Aucun                                                              |
| 2025 Jury     | Royaume-Uni | Pas de jury         | Croatie Géorgie Portugal Saint-Marin Slovénie Suisse               |
| 2025 Télévote | Saint-Marin | Saint-Marin         | Slovénie                                                           |